# کاستلآتزارا
کاستلآتزارا (به ایتالیایی: Castell'Azzara) یک کومونه در ایتالیا است که در استان گروستو واقع شده‌است.

## خصوصیات
کاستلآتزارا ۶۴٫۸ کیلومترمربع مساحت و ۱٬۷۳۳ نفر جمعیت دارد و ۸۱۵ متر بالاتر از سطح دریا واقع شده‌است.